# 箭袋

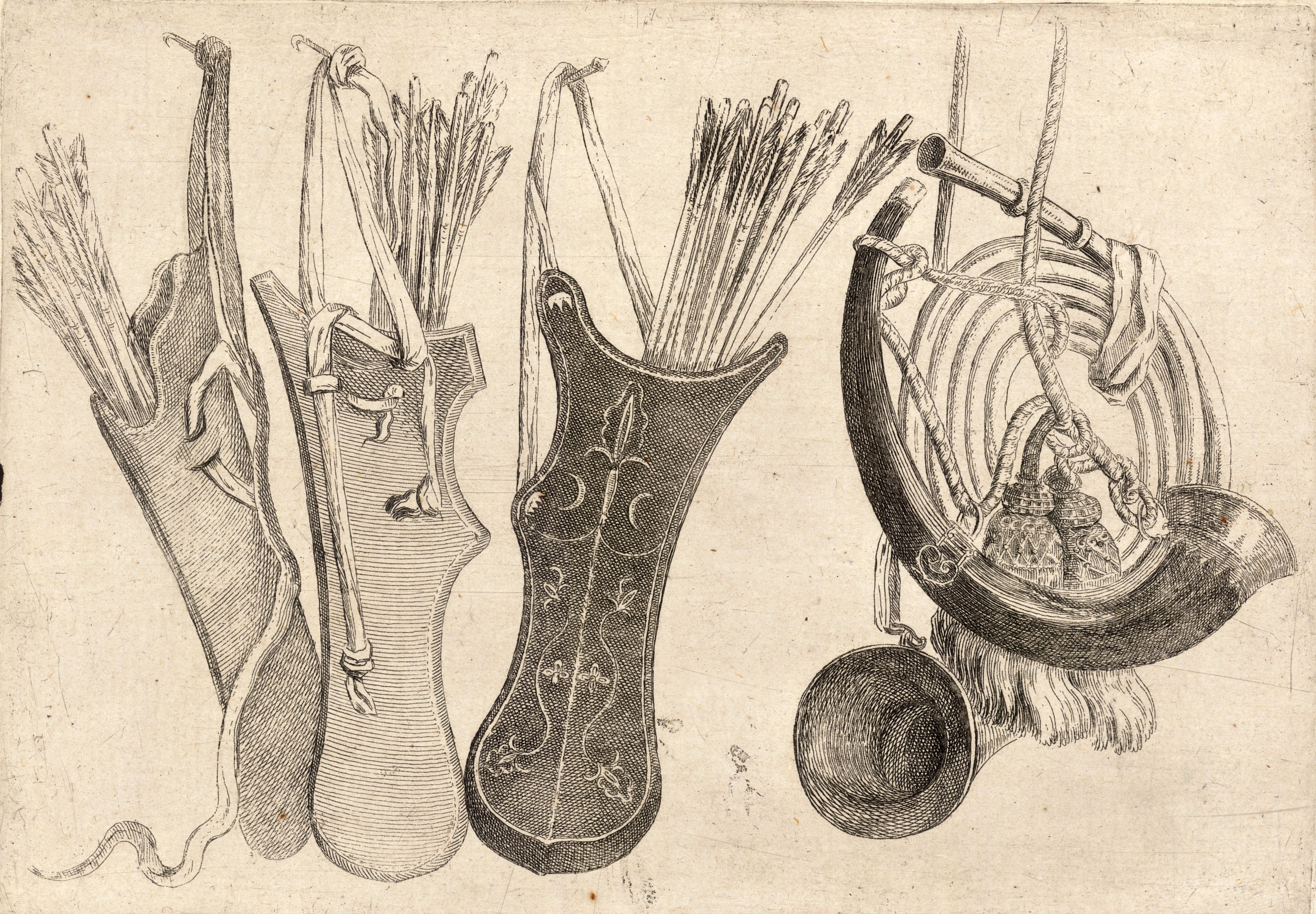
箭袋

箭袋是用来装箭、螺栓、彈藥、拋體、飞镖或标枪的容器。弓箭手外出時會攜帶箭袋。箭袋以前基本上由皮革、木材、毛皮和其他材料制成，不過现在通常由金属或塑料制成。